# Догінг
Догінг (від англ. dog — собака) — секс в публічних місцях на очах інших людей (як у собак), часто в парках або на імпровізованих пікніках. Іноді зіставляється з оргією або свінгом, проте догінг не обов'язково має на увазі «невипадковість» статевих зв'язків. У догінгу може брати участь сімейна пара і не переходити при цьому формальну межу розпусти. Основний акцент в догінгу робиться на отриманні задоволення від ексгібіціонізму та вуаєризму, тобто на демонстративному сексі на очах інших, часто незнайомих людей, проте публіка своєю чергою теж може бути заздалегідь (через інтернет) попереджена про дійство і свідомо приходить подивитися на секс.
Перше повідомлення про подібну практику датується 2003 роком.